# 12567 Herreweghe
A 12567 Herreweghe (ideiglenes jelöléssel 1998 SU71) egy kisbolygó a Naprendszerben. Eric Walter Elst fedezte fel 1998. szeptember 21-én.